# 82 Ерідана
82 Ерідана (лат. 82 Eridani), чи HD 20794, — одиночна зірка головної послідовності спектрального класу G8 в сузір'ї Ерідана. Вона знаходиться на відстані 20 світлових років від Сонця. У зірки виявлено, щонайменше, три планети.

## Фізичні характеристики
82 Ерідана — жовтий карлик, тьмяніший, ніж наше Сонце. Зірка обертається навколо своєї осі зі швидкістю 0,52 км/с (Сонце обертається зі швидкістю 2 км/с). 82 Ерідана рухається дуже швидко в порівнянні з іншими об'єктами нашої Галактики, з чого випливає, що вона належить популяції II, а, отже, має низьку металічність. Галактична орбіта 82 Ерідана має досить високий ексцентриситет 0,40 і проходить на відстані від 4,6 кілопарсеків до 10,8 кпк від ядра Галактики. Маса зірки становить близько 70% маси Сонця; температура поверхні приблизно дорівнює 5401 кельвинам. Вік зірки астрономами визначається 5,76 мільярдів років, що лише трохи більше віку нашого денного світила.

## Планетна система
У серпні 2011 року астрономи, що працюють зі спектрографом HARPS, оголосили про відкриття відразу трьох планет у системі. Всі вони являють собою розжарені надземлі, які обертаються дуже близько до батьківської зірки. Нижче представлені їх характеристики. Відкриття планет було здійснено методом Доплера.

## Найближче оточення зірки
Наступні зоряні системи знаходяться на відстані в межах 10 світлових років від 82 Ерідана.
| Зірка         | Спектральний клас | Відстань, св. років |
| LP 944-020    | M9                | 4,4                 |
| LHS 1565      | M5,5 V            | 7,9                 |
| RR Різця      | DA8 VII           | 8,1                 |
| Зоря Каптейна | M1 V              | 8,9                 |